# Moving On
Moving On é uma série de televisão britânica criada e produzida por Jimmy McGovern. O primeiro episódio foi ao ar na BBC One em 18 de maio de 2009 e, desde então, um total de 65 episódios foram transmitidos.

## Elenco
- Neil Bell ... Dave
- Alicia Brockenbrow ... Chantelle
- John Draycott ... Geoff
- Olivia Fenton ... Abigail
- Warren Brown ... Frank
- Emma Lowndes ... Alice
- Neil Fitzmaurice ... Les
- Adam Long ... Hugh Penrose
- Steve Evets ... Mick
- Jo-Anne Knowles ... Lisa
- Rebecca Atkinson ... Kaycee
- Jack Deam ... Lee
- Melanie Kilburn ... June
- Robert James-Collier ... Aiden
- Amy Nuttall ... Debra
- Ramon Tikaram ... Charan Sarin
- Rob Jarvis ... Bryan

## Episódios
| Temporada | Temporada | Episódios | Episódios | Originalmente exibido   | Originalmente exibido   |
| Temporada | Temporada | Episódios | Episódios | Estreia da temporada    | Final da temporada      |
| --------- | --------- | --------- | --------- | ----------------------- | ----------------------- |
|           | 1         | 5         | 5         | 18 de maio de 2009      | 22 de maio de 2009      |
|           | 2         | 10        | 10        | 1 de novembro de 2010   | 15 de novembro de 2010  |
|           | 3         | 5         | 5         | 14 de novembro de 2011  | 18 de novembro de 2011  |
|           | 4         | 5         | 5         | 28 de janeiro de 2013   | 1 de fevereiro de 2013  |
|           | 5         | 5         | 5         | 11 de novembro de 2013  | 15 de novembro de 2013  |
|           | 6         | 5         | 5         | 10 de novembro de 2014  | 14 de novembro de 2014  |
|           | 7         | 5         | 5         | 22 de fevereiro de 2016 | 26 de fevereiro de 2016 |
|           | 8         | 5         | 5         | 7 de novembro de 2016   | 14 de novembro de 2016  |
|           | 9         | 5         | 5         | 5 de fevereiro de 2018  | 9 de fevereiro de 2018  |
|           | 10        | 5         | 5         | 4 de fevereiro de 2019  | 8 de fevereiro de 2019  |
|           | 11        | 5         | 5         | 3 de março de 2020      | 6 de março de 2020      |
|           | 12        | 5         | 5         | 8 de março de 2021      | 12 de março de 2021     |